# Haute-Guyenne
La Haute-Guyenne (ou Haute-Guienne) est une ancienne province de France.

## Géographie
Le terme désigne initialement les pays de la Guyenne relevant du parlement de Toulouse (mis en place en 1443), par opposition à la Basse-Guyenne qui relève du parlement de Bordeaux (créé en 1462). Il y a ainsi :
- Haute-Guyenne : Quercy, Rouergue, Armagnac, comté de Comminges, Bigorre ;
- Basse-Guyenne : correspondant à peu près à l'ancienne région Aquitaine, à savoir Bordelais, Périgord, Agenais, Condomois, Bazadais, Landes, la Gascogne proprement dite, Soule et Labourd.

Lors de la création des Généralités, le terme de « Haute-Guyenne » désigna alors la Généralité de Montauban, la Généralité de Bordeaux fut désormais considérée comme « Basse-Guyenne ».
On avait alors :
- Haute-Guyenne : Quercy et Rouergue ;
- Basse-Guyenne : Quasi-totalité du Bordelais, Périgord, Agenois et Bazadais.

## Assemblée provinciale de Haute-Guyenne
En 1779, Jacques Necker créé à titre expérimental l'Assemblée provinciale de Haute-Guyenne sur le territoire de généralité de Montauban (le Quercy et le Rouergue), avec pour capitale Villefranche-de-Rouergue. Celle-ci est choisie pour sa situation centrale au sein de la généralité. En effet, choisir Rodez ou Cahors aurait signifié privilégier le Rouergue ou le Quercy, et Montauban était le siège d'administrations plus ou moins hostiles à la nouvelle assemblée provinciale, car dépouillé par elle de certaines de leurs attributions (l'intendant, le bureau des finances et la cour des aides et finances).
L'Assemblée provinciale de Haute-Guyenne remplaçait les États provinciaux du Rouergue, du Quercy et de la vicomté de Turenne. Elle était composée de 52 membres : 10 membres du clergé, 16 nobles propriétaires et 26 représentants du tiers état (13 propriétaires habitant les villes et 13 propriétaires habitant la campagne), et présidée par l'évêque de Rodez. Seize de ces membres étaient nommés directement par le roi (les évêques de Rodez, de Cahors, de Montauban et de Vabres, cinq nobles et sept députés du tiers état), et devaient désigner les trente-six autres membres afin de former l'assemblée au complet. Son premier président fut Jérôme Champion de Cicé, ami et disciple de Turgot. 
Elle tint cinq sessions : 
- 1779 : le 20 août (assemblée préliminaire), puis du 14 septembre au 6 octobre
- 1780 : du 4 septembre au 3 octobre
- 1782 : du 16 septembre au 15 octobre
- 1784 : du 15 novembre au 14 décembre
- 1786 : du 13 novembre au 12 décembre

Entre les sessions, l'administration provinciale disposait d'un organe permanent, le « bureau intermédiaire » ou « commission intermédiaire », composée de sept membres approuvés par le roi (le président de l'assemblée et deux membres de chaque classe). La session de 1788 fut annulée par Louis XVI en raison de la convocation aux États généraux de 1789. Comme toutes les assemblées provinciales, l'Assemblée provinciale de Haute-Guyenne fut finalement dissoute par la Loi du 22 décembre 1789 instaurant une nouvelle division du Royaume en départements.
L'assemblée était particulièrement chargée de l'impôt, du commerce et des travaux publics. C'est dans le cadre de ses attributions fiscales qu'elle s'attela à réformer le cadastre de la province qui servait de base à l'imposition de la taille. Profondément novateurs, les travaux menés par l'ingénieur géographe Jean-François Henry de Richeprey préfigurent le cadastre moderne, par la séparation de l'aspect fiscal et de l'aspect topographique, les techniques rigoureuses appliquées, la confection de plans parcellaires et de registres fiscaux détaillés, la création d'une école de géomètres à Cahors et d'une véritable administration cadastrale.